# دیو و دلبر (مجموعه تلویزیونی ۲۰۱۴)
دیو و دلبر (به ایتالیایی: La bella e la bestia) یک مینی‌سریال عاشقانهٔ ایتالیایی به کارگردانی فابریتسیو کوستا است که در سال ۲۰۱۴ منتشر شد. این مجموعهٔ تلویزیونی که محصول مشترک ایتالیا و اسپانیا است، اقتباسی آزاد از یک داستان سنتی پریان فرانسوی به همین نام است و بلانکا سوآرس و آلساندرو پرتسیوزی در نقشِ دو قهرمانِ اصلیِ داستان هنرنمایی کرده‌اند. تصویربرداری فیلم در قصر ویلا دلا رجینا و قلعه آلیه واقع در شهر تورین در منطقهٔ پیه‌مونته و رشته‌کوه‌های آلپ انجام شد. فیلمبرداری این سریال دو قسمتی، ۷ ماه به طول انجامید.

## گزیدهٔ بازیگران
- بلانکا سوآرس
- آلساندرو پرتسیوزی
- اندی لوئوتو
- ماسیمو ورتمولر
- چچیلیا داتسی
- فرانچسکا کیلمی
- جوزی بوشمی
- خائیمه اولیاس